# Salta (stad)
Salta is een stad in het noordwesten van Argentinië en is de hoofdstad van de gelijknamige provincie. De stad ligt tegen het Andes-gebergte aan.
In 2015 telde men er 608.400 inwoners, waarmee het de zesde stad van het land is. De stad ligt in de Lerma Vallei op 1.152 meter hoogte. Het klimaat is warm en droog met een gemiddelde temperatuur van 16,4 °C (20,4 °C in de zomer, 10,8 °C in de winter). Januari en februari zijn de maanden met de meeste neerslag.

## Geschiedenis
Salta werd gesticht op 16 april 1582 door de Spaanse ontdekkingsreiziger Hernando de Lerma, als tussenstop tussen Lima in Peru en Buenos Aires.
Het maakte tot 1776 deel uit van het Onderkoninkrijk van Peru. Daarna ging de stad over naar het Onderkoninkrijk van de Río de la Plata.
Gedurende de onafhankelijkheidsoorlog werd de stad een militair strategisch punt tussen Peru en Argentinië. Tussen 1816 en 1821 werd de stad bestuurd door de lokale militaire leider generaal Martín Miguel de Güemes, die onder bevel van generaal José de San Martín de stad verdedigde tegen Spaanse legers uit het noorden.
Als gevolg van deze oorlog was Salta grotendeels verwoest en was ze praktisch failliet. Als gevolg van de aanleg van een spoorlijn en de aankomst van Italiaanse, Spaanse en Arabische immigranten aan het einde van de 19e eeuw, bloeide de stad langzaam weer op. De handel en landbouw floreerden en de stad kende een economische bloei binnen een multiculturele sfeer.
Vooral in het midden van de twintigste eeuw kende de stad een explosieve groei, met een stijging van het bevolkingsaantal van 115.000 inwoners in 1960 tot 550.000 eind 2010.

## Cultuur

### Bezienswaardigheden
De stad heeft als bijnaam 'la Linda' of 'de schone' en wordt jaarlijks bezocht door toeristen, aangetrokken door de koloniale gebouwen, zoals de 18e-eeuwse Cabildo, de kathedraal, en het stadspark Plaza 9 de Julio. Er zijn meerdere musea, waaronder het Museo de Arqueología de Alta Montaña, dat drie Inca kinderlichamen huisvest die in de nabijheid van de vulkaan Llullaillaco gevonden zijn.
Salta is het vertrekpunt van de Tren a las Nubes, de "Trein naar de Wolken" met belangrijke toeristische bestemmingen. Het betreft een treinrit van 172 km, die leidt naar het hoogste punt op 4.220 m. De rit neemt bijna negen uur in beslag.

### Religie
De stad is sinds 1806 de zetel van een rooms-katholiek bisdom en sinds 1934 van een aartsbisdom.

## Geboren
- José Félix Benito Uriburu (1868-1932), president van Argentinië

## Galerij

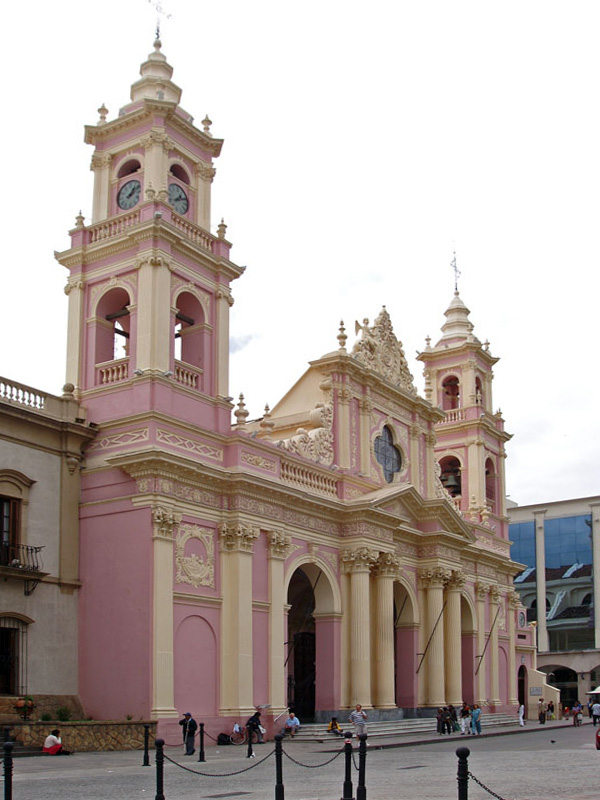
Kathedraal-basiliek van Salta
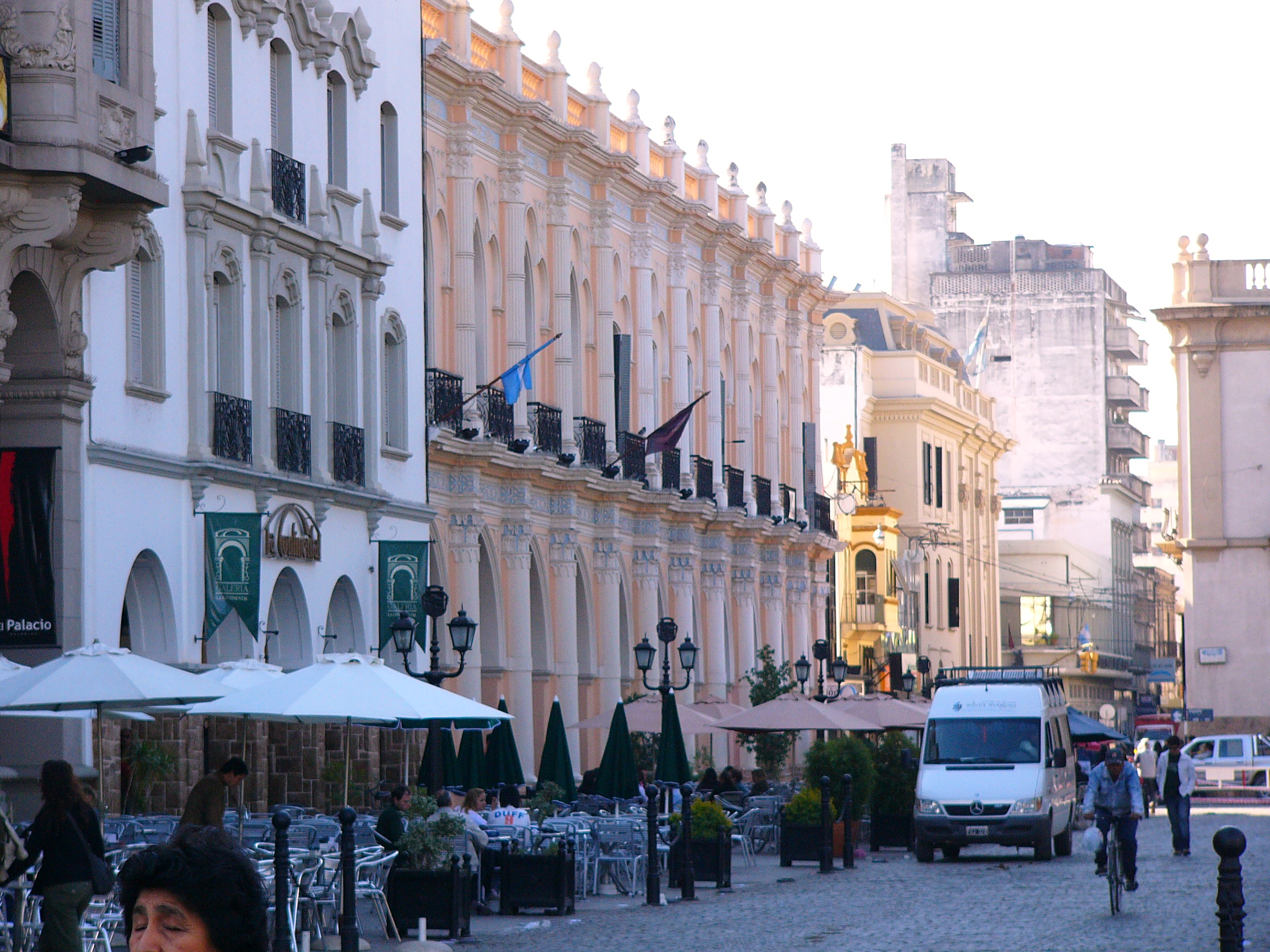
Plaza 9 de Julio, westelijke pleinwand
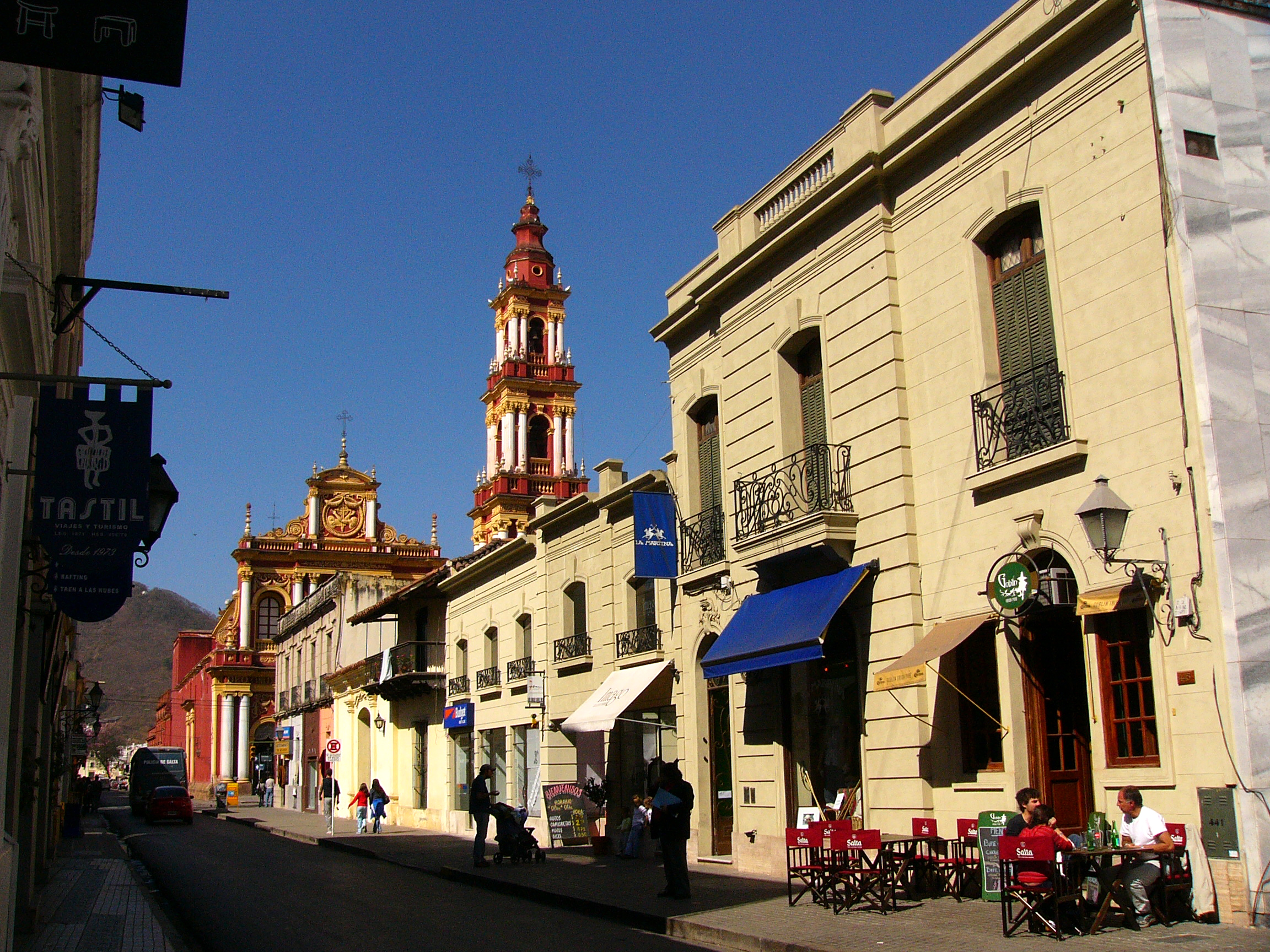
De straat Caseros met op de achtergrond de katholieke kerk San Francisco
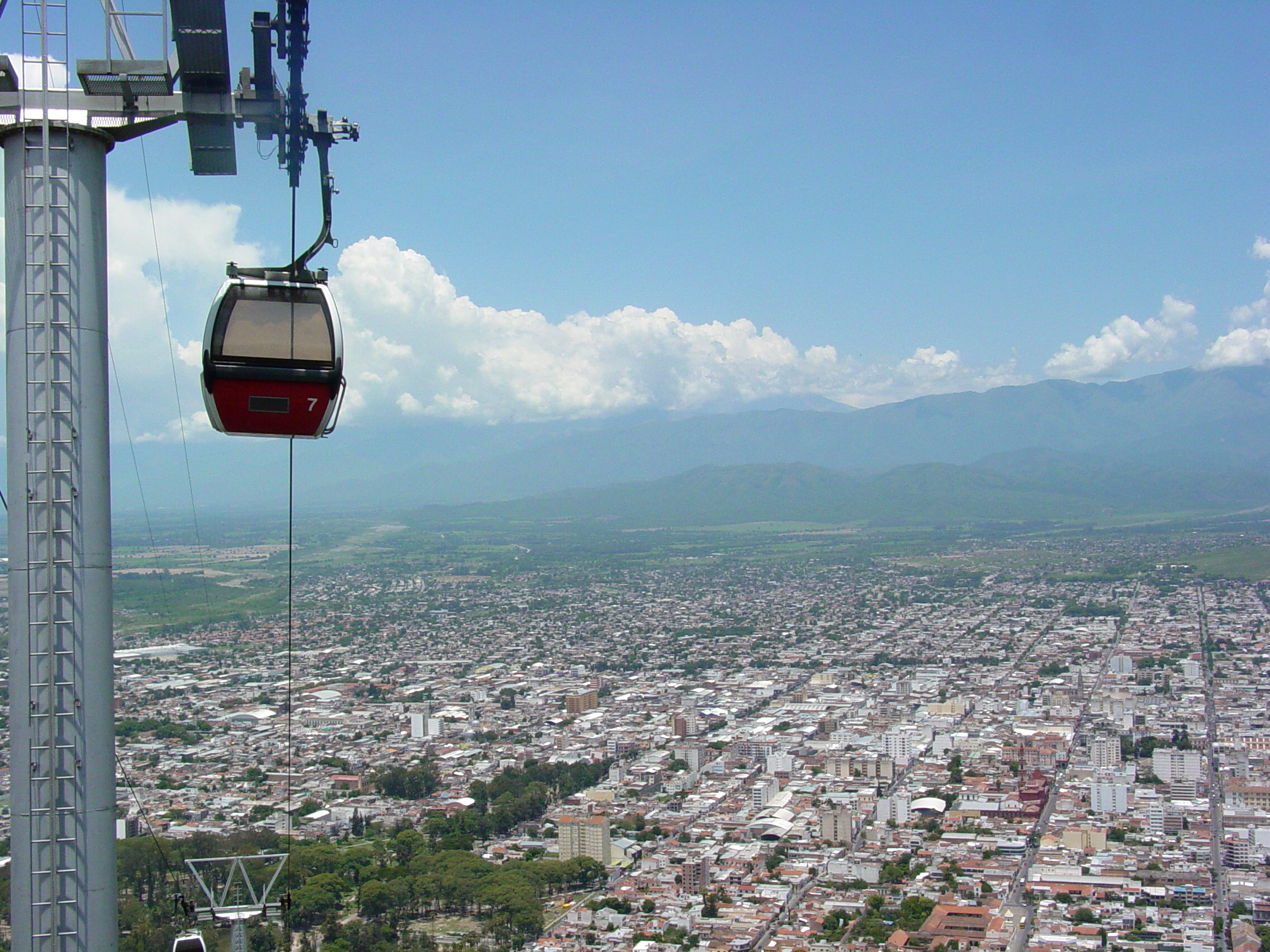
Kabelbaan van Cerra San Bernardo met uitzicht op Salta